# Cryptocarya burkillii
Cryptocarya burkillii är en lagerväxtart som beskrevs av Mohan Gangopadhyay. Cryptocarya burkillii ingår i släktet Cryptocarya och familjen lagerväxter. Inga underarter finns listade i Catalogue of Life.